# Oecetis goodmani
Oecetis goodmani är en nattsländeart som beskrevs av Randriamasimanana och Francois-Marie Gibon 1998. Oecetis goodmani ingår i släktet Oecetis och familjen långhornssländor. Inga underarter finns listade i Catalogue of Life.